# ボヘミア君主一覧

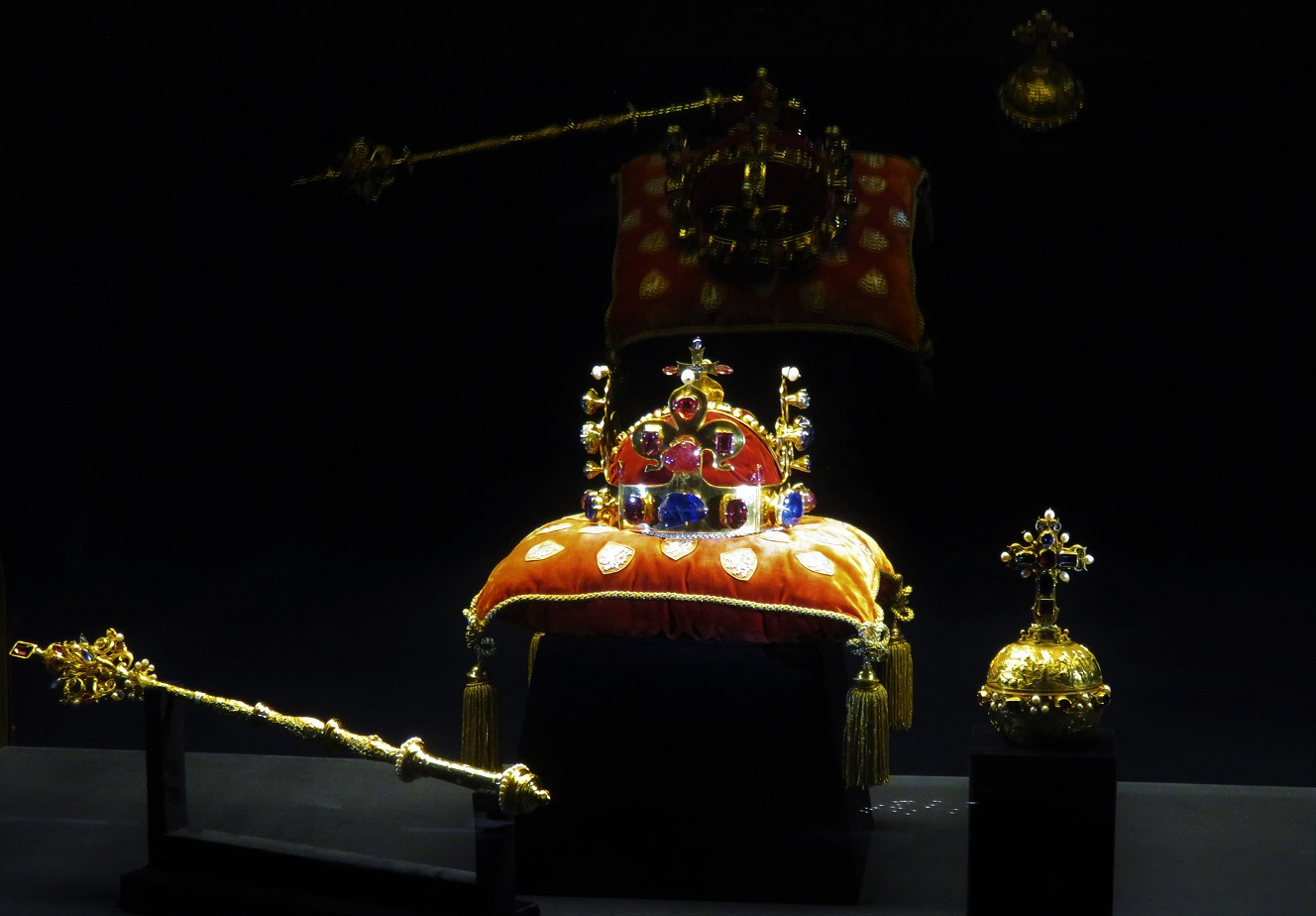
聖ヴァーツラフの王冠、宝珠、王笏（ボヘミア王国のクラウンジュエル）

ボヘミア君主一覧（ボヘミアくんしゅいちらん）では、ボヘミアの君主であるボヘミア公およびボヘミア国王を挙げる。ボヘミアでは9世紀頃にプシェミスル家の君主がボヘミア公となり、10世紀に神聖ローマ帝国に服属する。11世紀から12世紀には神聖ローマ帝国の中で王号を許された特別の地位を得て、「ボヘミアを征する者はヨーロッパを征す」と言われた。ボヘミア国王は1289年からは選帝侯の一人となった。
プシェミスル家が13世紀に断絶した後、婚姻政策によってルクセンブルク家が王位を世襲するが、これもフス戦争の渦中で断絶する。その後はハプスブルク家の支配下に入り、第一次世界大戦による帝国崩壊でチェコスロバキアの一部として独立するまで、ハプスブルク帝国の構成国として続く。

## ボヘミア公

### プシェミスル家
- ボジヴォイ1世（チェコ語版）（870年 - 895年）
- スピチフニェフ1世（チェコ語版）（895年 - 915年）
- ヴラチスラフ1世（チェコ語版）（915年 - 921年）
- ヴァーツラフ1世（921年 - 929年）
- ボレスラフ1世（チェコ語版）（935年 - 972年）
- ボレスラフ2世（チェコ語版）（972年 - 999年）
- ボレスラフ3世（チェコ語版）（999年 - 1002年）

### ピャスト家
- ヴラジヴォイ（チェコ語版）（実際はピャスト家かどうか不明）
- ボレスラフ4世（1003年 - 1004年） - ポーランド王

### プシェミスル家
- ヤロミール（チェコ語版）（1004年 - 1012年）
- オルドジフ（チェコ語版）（1012年 - 1033年）
- ヤロミール（復位、1034年 - 1034年）
- ブジェチスラフ1世（チェコ語版）（1035年 - 1055年）
- スピチフニェフ2世（チェコ語版）（1055年 - 1061年）
- ヴラチスラフ2世（1061年 - 1092年） - ボヘミア王（当代限り）
- コンラート1世（チェコ語版）（1092年）
- ブジェチスラフ2世（チェコ語版）（1092年 - 1100年）
- ボジヴォイ2世（チェコ語版）（1100年 - 1107年）
- スヴァトプルク・オロモウツキー（チェコ語版）（1107年 - 1109年）
- ヴラジスラフ1世（チェコ語版）（1109年 - 1117年）
- ボジヴォイ2世（復位、1117年 - 1120年）
- ヴラジスラフ1世（復位、1120年 - 1125年）
- ソビェスラフ1世（チェコ語版）（1125年 - 1140年）
  - 従兄弟であるオタ2世（チェコ語版）と公位を争う
- ヴラジスラフ2世（チェコ語版）（1140年 - 1172年）
- ベドジフ（チェコ語版）（1172年 - 1173年）
- ソビェスラフ2世（チェコ語版）（1173年 - 1178年）
- ベドジフ（復位、1178年 - 1189年）
- コンラート2世（チェコ語版）（1189年 - 1191年）
- ヴァーツラフ2世（チェコ語版）（1191年 - 1192年）
- オタカル1世（1192年 - 1193年）
- インジフ・ブジェチスラフ（チェコ語版）（1193年 - 1197年）
- ヴラジスラフ3世（チェコ語版）（1197年）

## ボヘミア王

### プシェミスル家
- オタカル1世（1197年 - 1230年）
- ヴァーツラフ1世（1230年 - 1253年）
- オタカル2世（大王）（1253年 - 1278年） - オーストリア公
- ヴァーツラフ2世（1278年 - 1305年） - ポーランド王
- ヴァーツラフ3世（1305年 - 1306年） - ポーランド王、ハンガリー王

### 内乱期
- インジフ・コルタンスキー（1306年、1307年 - 1310年） - ケルンテン公
- ルドルフ1世・ハプスブルスキー（1306年 - 1307年） - オーストリア公

### ルケンブルコヴェ家
- ヤン・ルケンブルスキー（1310年 - 1346年） - ルクセンブルク伯
- カレル1世（1347年 - 1378年） - 神聖ローマ皇帝、ルクセンブルク伯
- ヴァーツラフ4世（1378年 - 1419年） - ローマ王、ブランデンブルク選帝侯、ルクセンブルク公
- ジクムント（1419年 - 1437年） - 神聖ローマ皇帝、ブランデンブルク選帝侯、ハンガリー王、ルクセンブルク公

### ハプスブルク家
- アルブレヒト（1438年 - 1439年） - ローマ王、オーストリア公、ハンガリー王
- ラジスラフ・ポフロベク（1453年 - 1457年） - オーストリア公、ハンガリー王

### フス派の王
- イジー（1458年 - 1471年）
  - マティアス1世（対立王：1469年 - 1490年） - ハンガリー王

### ヤゲロンキ家
- ヴラジスラフ・ヤゲロンスキー（1471年 - 1516年） - ハンガリー王
- ルドヴィーク（1516年 - 1526年） - ハンガリー王

### ボヘミア王（ハプスブルク君主国）

#### ラコウスティ・ハプスブルコヴェ家
- フェルジナンド1世（1526年 - 1564年） - 神聖ローマ皇帝
- マクシミリアン1世（1564年 - 1576年） - 神聖ローマ皇帝
- ルドルフ2世（1576年 - 1612年） - 神聖ローマ皇帝
- マティアス2世（1612年 - 1619年） - 神聖ローマ皇帝
  - フリードリヒ1世（冬王）（1619年 - 1620年） - プファルツ選帝侯（プファルツ＝ジンメルン家）
- フェルジナンド2世（1620年 - 1637年） - 神聖ローマ皇帝
- フェルジナンド3世（1637年 - 1646年） - 神聖ローマ皇帝
- フェルジナンド4世（1646年 - 1654年） - ローマ王（帝位継承前に死去）
- レオポルド1世（1657年 - 1705年） - 神聖ローマ皇帝
- ヨゼフ1世（1705年 - 1711年） - 神聖ローマ皇帝
- カレル2世（1711年 - 1740年） - 神聖ローマ皇帝
  - カレル・アルブレフト（1741年 - 1743年） - 神聖ローマ皇帝、バイエルン選帝侯（ヴィッテルスバッハ家）
- マリエ・テレジエ（1743年 - 1780年） - オーストリア大公、ハンガリー女王

#### ハプスブルスコ＝ロートリンスカ家
- ヨゼフ2世（1780年 - 1790年） - 神聖ローマ皇帝
- レオポルド2世（1790年 - 1792年） - 神聖ローマ皇帝
- フランティシェク1世（1792年 - 1835年） - 神聖ローマ皇帝、オーストリア皇帝
- フェルジナンド5世（善良王）（1835年 - 1848年） - オーストリア皇帝
- フランティシェク・ヨゼフ1世（1848年 - 1916年） - オーストリア皇帝、ハンガリー国王
- カレル3世（1916年 - 1918年） - オーストリア皇帝、ハンガリー国王